# أحمد بن بايزيد
شاهزاده أحمد أو الأمير أحمد (بالتركية: Şehzade Ahmet)‏ (1465-1513) بن بايزيد الثاني بن محمد الفاتح بن مراد الثاني بن محمد الأول جلبي بن بايزيد الأول بن مراد الأول بن أورخان غازي بن عثمان بن أرطغرل. هو أمير عثماني قاتل على عرش الدولة في 1512-1513.

## السيرة الذاتية
كان أحمد الابن الأكبر للسلطان بايزيد الثاني، و كانت أمه تدعى بلبل خاتون. في التقاليد العثمانية يجب علي الأمراء بأن يتولوا حكم أقاليم الأناضول كجزء من التدريبات على الحكم. فكان أحمد واليا على أماسيا و التي تعتبر مدينة أناضولية مهمة. لكن بالرغم من أن أحمد لم يتم تنصيبه رسمياً كولي للعهد فقد كان الأوفر حظا لخلافة أبيه من بين أشقائه. حيث أن فرصته كانت كبيرة لاعتلاء سدة الحكم بسبب كبر سن أبيه ودعم الصدر الأعظم علي باشا الخادم.

## أسرته

### زوجاته
- نرجس شاه خاتون - Nergisşah Hatun
- شاه خاتون - Şah Hatun
- كولشيشيك خاتون - Gülçiçek Hatun

### أبناءه
- شاهزاده مراد (ابن أحمد بن بايزيد الثاني) - Şehzade Murad
- شاهزاده سليمان (ابن أحمد بن بايزيد الثاني) - Şehzade Süleyman
- شاهزاده علاء الدين علي - Şehzade Alaeddin Ali
- شاهزاده قاسم (ابن أحمد بن بايزيد الثاني) - Şehzade Kasım
- شاهزاده عثمان (ابن أحمد بن بايزيد الثاني) - Şehzade Osman

### بناته
- قمر شاه سلطان (ابنة أحمد بن بايزيد الثاني) - Kamerşah Sultan
- فاطمة سلطان (ابنة أحمد بن بايزيد الثاني) - Fatma Sultan
- له ابنة لم يرد اسمها تزوجت الداماد سليمان - An unnamed daughter, married, in 1508 to Damad Suleiman Bey

## الأشقاء
كان لأحمد أخوين أحدهما يدعى الأمير قورقود الذي حكم أنطاليا، والآخر يدعى سليم (سليم الأول) الذي حكم طرابزون. ففي تلك الفترة كان يعتبر حق الصعود للعرش يعود لمن يصل إلى إسطنبول أولاً لذا إن كانت المسافة بين السناجق (الأقاليم) أكثر أو أقل فذلك يحدد من الذي سيصبح الخليفة القادم. وفي هذه الحالة كان الأمير أحمد الأوفر حظاً نظراً لقربه من إسطنبول.
و بالرغم من أن ولد سليم الأول سليمان (المعروف بسليمان القانوني) قد تم تعينه على بولو ، الأقليم الصغير الأقرب إلى إسطنبول وبناءً على اعتراض أحمد فقد تم نقله إلى كافيه التي تقع في شبه جزيرة القرم (أوكرانيا الحديثة). فرأى سليم أنَ هذا دعم لأخيه الأكبر فطلب الحكم على روملي (الجزء الأوروبي من الإمبراطورية العثمانية) وعلى الرغم من رفضة في البداية على أساس أن إقليم روملي لم تكن تكفي للأمراء، ومع دعم اقتطاعي خانية القرم منكلي كراى الأول، الذي كان قادراً على الحصول على إقليم سيمندرو (سميدريفو الحديثة في صريبا) والتي كانت بالنسبة لروملي بعيدة جداً عن إسطنبول لكنه اختار البقاء بالقرب من إسطنبول بدلاً من التوجه إلى الإقليم الجديد. ثم اعتبر بايزيد أن هذا عصيان تمردي فهزم قوات سليم في أغسطس 1511.

## تمرد الشاه قولي
بينما كان بايزيد يقاتل سليم، كانت مهمة أحمد هي قمع ثورة الشاكولاه في الأناضول، ولكن بدل أن يقاتلهم حاول أحمد أن يستميل الجنود لأجل قضيته وترك ساحة المعركة وتسبب موقفه هذا القلق بين الجنود وعلى الرغم من ذلك أيضاً فقد تم قتل داعمه الأكبر الصدر الأعظم علي باشا الخادم أثناء التمرد.

## الاستيلاء علىقونية
بعد سماعه نبأ هزيمة سليم، حاول الأمير أحمد الذهاب إلى إسطنبول وإعلان نفسه سلطاناً لكن الجنود أوقفوه وأعلنوا تفضيلهم لسلطان أكثر قدرة على الحكم فعاد أحمد إلى الأناضول وعلى غير المتوقع استولى على قونية إحدى أقاليم ابن أخيه وأعلن نفسه سلطاناً هناك فسأله بايزيد أن يعود لإقليميه وأصر على حكم قونية. أدرك السلطان الأب بايزيد الثاني أن أبنائه كانوا خارجين عن السيطرة (ابنه الثالث لم يكن له دعم) فتنازل عن الحكم وأعلن أن سليم هو السلطان.

## معركته ضد سليم
استمر أحمد على سيطرته على جزء من الأناضول في أوائل الأشهر لتسلم سليم لعرشه. في النهاية تقابل جيش أحمد وسليم في يناشير - بورصا في أبريل 1513. ثم هزمت قوات أحمد ثم اعتقل فأُعدم لاحقاً.